# Marie-Louise Sjoestedt-Jonval
Marie-Louise Sjoestedt-Jonval, (Saint-Thomas, 20 de septiembre de 1900-26 de diciembre de 1940). Fue una celtóloga y lingüista francesa. 

## Biografía
Sjoestedt-Jonval nació en Saint-Thomas el 20 de septiembre de 1900 y falleció el 26 de diciembre de 1940. Hija del periodista sueco Erik Valentin Sjöstedt (Lund, 19 de febrero de 1866-1929) y de la ensayista francesa Léonie Bernardini (nacida en 1868). Fue hermana de la pintora Yvonne Sjoestedt (nacida en 1894) y del periodista Armand Bernardini (1895-1972).

## Carrera
Después de ser estudiante de licenciatura en la Sorbona (1919) bajo la dirección de Joseph Vendryes, a quien dedicó su primer trabajo "El aspecto verbal y las formaciones nasales fijadas en celta" (1926), fue  agregada de gramática en 1922,  profesora en la École Pratique des Hautes Études, Sección de Ciencias Históricas y Filológicas (1926), codirectora de la Revista Celta junto a Joseph Loth y directora de estudios en la École Pratique des Hautes Études. En 1932 se casó con el lingüista Michel Jonval (1902-1935), especialista en estudios bálticos, y vivió con él durante algún tiempo en Riga. Muy deprimida, se suicidó unos días después de su segundo matrimonio. 
Dioses y héroes de los celtas es su obra más  conocida. Trata sobre los dioses y héroes de los celtas continentales desde los comienzos de la mitología celta irlandesa y de las dos categorías principales de los dioses irlandeses: las «diosas-madres» y los «dioses-jefes».

## Publicaciones
- Marie-Louise Sjoestedt, El aspecto verbal y las formaciones de afijo nasal en Celta, Linguistic Collection (19), París, ediciones de la Librería Honoré Champion, 1926, VIII-214 páginas
- Marie-Louise Sjoestedt, La sede de Druim Damhghaire - Forbais Dromma Damgaire (1), Celtic review, 43, 1926, p.   1 -123.
- Marie-Louise Sjoestedt, La sede de Druim Damhghaire - Forbuis Dromma Damgaire (2), Celtic review, 44, 1927, p.   157 -186.
- Presentes de lingüística ofrecidos por algunos amigos a Émile Benveniste Paris, Paul Geuthner, 1928 (Prólogo de Antoine Meillet, artículos de Pierre Chantraine, René Fohalle, Jerzy Kurylowicz, Louis Renou y Marie-Louise Sjoestedt), páginas VIII-123
- Marie-Louise Sjoestedt, Irlanda hoy. - I. Gente de la tierra y gente de la costa, artículo publicado en la Revue des deux Mondes, entrega del 15 de junio de 1930.
- Marie-Louise Sjoestedt, Irlanda hoy. - II. Dublín , El artículo en la Revue des Deux Mondes, 1 de julio de 1 1930.
- Marie-Louise Sjoestedt, fonética de un hablante irlandés de Kerry, París, librería Ernest Leroux, 1931.
- Marie-Louise Sjoestedt, Dos cuentos en dialecto de la isla Blasket, Celtic review, 49, 1932, p.   406 -436.
- Marie-Louise Sjoestedt, leyendas épicas irlandesas y monedas galas: investigaciones sobre la constitución de la leyenda de Cuchulainn, Études Celtiques, 1, 1936, p.   1 -77.
- Marie-Louise Sjoestedt-Jonval, La literatura que se realiza en Irlanda, Celtic Studies, 2, 1937, p.   334 -346.
- Marie-Louise Sjoestedt-Jonval, Descripción de un hablante irlandés de Kerry, París, ediciones del Librairie Honoré Champion, Biblioteca de la Escuela de altos estudios, 270, 1938, páginas XI-222
- Marie-Louise Sjoestedt-Jonval, Estudios sobre tiempo y apariencia en irlandés antiguo (1), Estudios celtas, 3, 1938, p.   105 -130.
- Marie-Louise Sjoestedt-Jonval, Estudios sobre tiempo y apariencia en irlandés antiguo (2), Études Celtiques, 3, 1938, p.   219 -273.
- Marie-Louise Sjoestedt-Jonval, Les Langues de culture celtique, París, Boivin, Conferencias del Instituto de Lingüística de la Universidad de París, 1938, 64 páginas.
- Marie-Louise Sjoestedt, Dioses y héroes de los celtas, Colección 'Mitos y religiones' (7), París, Leroux - Imprentas universitarias de Francia, 1940 (Mitos y religiones   : período mítico - deidades (celtas continentales - diosas-madres de Irlanda - Dioses-jefes de Irlanda) - Hombres, dioses y héroes, Samain-Samonios: Fiesta del 1 de noviembre), páginas XX-130
- Marie-Louise Sjoestedt-Jonval, Literature Made in Wales, Celtic Studies, 4, 1948, p.   67 -82.
- Marie-Louise Sjoestedt-Jonval, Dioses y héroes de los celtas, Londres, Methuen, 1949 (traducción al inglés del título anterior, por Myles Dillon ), páginas XXI-104
- Marie-Louise Sjoestedt, Dioses y héroes de los celtas, Colección 'Essais', Terre de Brume, 1993, 107 páginas, portada ilustrada en colores (reedición). ISBN 2-8436-2393-6 ( ISBN   <span class="nowrap">2-8436-2393-6</span> )